# Lee Jung-youl
Lee Jung-youl (16 de agosto de 1981) é um ex-futebolista profissional sul-coreano que atuava como defensor.

## Carreira
Lee Jung-youl representou a Seleção Sul-Coreana de Futebol nas Olimpíadas de 2004.